# Historia del periodismo palestino

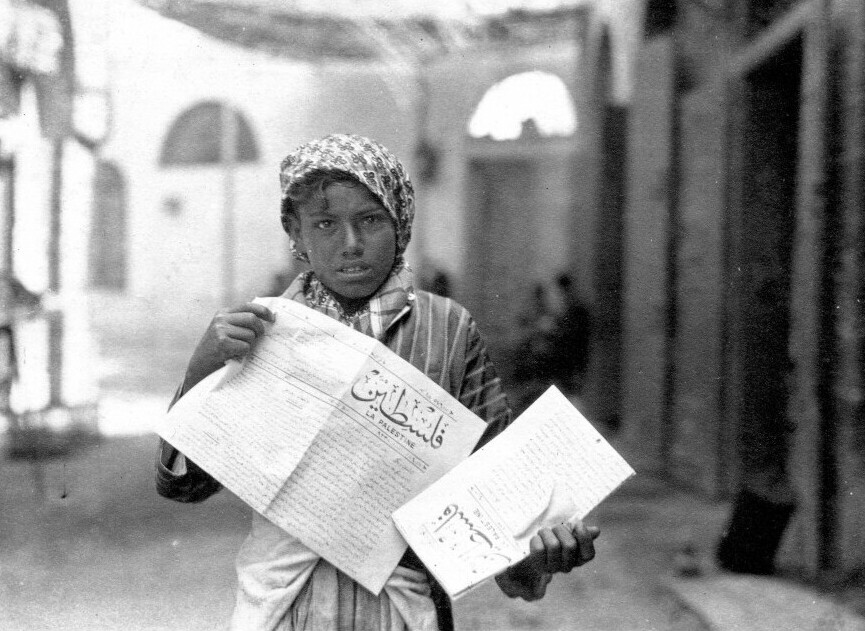
Vendedora ambulante palestina vendiendo ejemplares del periódico Falastin en Jaffa, Mandato británico de Palestina en 1921

La historia del periodismo palestino se remonta a principios del siglo XX. En 1908, tras el levantamiento de la censura de prensa en el Imperio otomano, empezaron a aparecer periódicos en lengua árabe en Palestina, que desde sus primeros días expresaron las aspiraciones árabes, se opusieron al sionismo y comenzaron a utilizar cada vez más los términos «Palestina» y «palestinos». Esto se reflejó notablemente en la creación de Al-Karmil en 1908 y Filastin en 1911, ambos publicados por cristianos árabes. Sin embargo, la prensa emergente pronto fue suprimida por los turcos al estallar la Gran Guerra en 1914.
Cuando en 1920 Palestina se convirtió en Mandato británico, su prensa se diversificó y a mediados de la década de 1930 circulaban en la Palestina del Mandato más de 250 periódicos árabes y 65 en otros idiomas. Los británicos comenzaron a introducir medidas restrictivas a partir de las manifestaciones de 1929 y suspendieron muchas publicaciones importantes durante la revuelta árabe de 1936-1939. En 1939, tras el estallido de la Segunda Guerra Mundial, las autoridades británicas cerraron casi todos los periódicos, a excepción de Falastin y Al-Difa', cuya rivalidad marcó el período del mandato.
La guerra árabe-israelí de 1948 obligó a Falastin y Al-Difa a trasladarse de Jaffa a Jerusalén Este, donde se convirtieron, junto con Al-Jihad, en la prensa de Jordania durante muchos años. A principios de 1967, Jordania promulgó una nueva ley de prensa que obligó a fusionar los periódicos, quedando solo Al-Quds, con sede en Jerusalén Este. La ocupación israelí de Cisjordania y la Franja de Gaza tras la Guerra de los Seis Días en 1967 sometió a la prensa palestina a la censura militar israelí, que se mantendría hasta la creación de la Autoridad Nacional Palestina en 1993. Los tres principales periódicos que circulan desde entonces en territorios palestinos son Al-Quds, Al-Hayat Al-Jadida y Al-Ayyam, con sede en Ramala.
Los periodistas palestinos que informan desde los territorios ocupados han sido testigos de restricciones y riesgos, especialmente durante la Primera y la Segunda Intifadas que comenzaron en 1987 y 2000 respectivamente, y la actual guerra entre Israel y Gaza. En 2023, se produjo un número récord de periodistas palestinos arrestados y asesinados por el ejército israelí. El auge de Internet en la década de 1990 dio a los palestinos una nueva plataforma para compartir su relato, como la creación de los sitios web en inglés Palestina Chronicle, The Electronic Intifada, Quds News Network y Shehab News Agency. Desde entonces, los periódicos impresos se han visto desafiados por el auge de este periodismo digital y ciudadano, que se ha enfrentado a una campaña de «censura sistemática» por parte de algunas redes sociales, como Facebook.

## Periodismo impreso

### Antecedentes

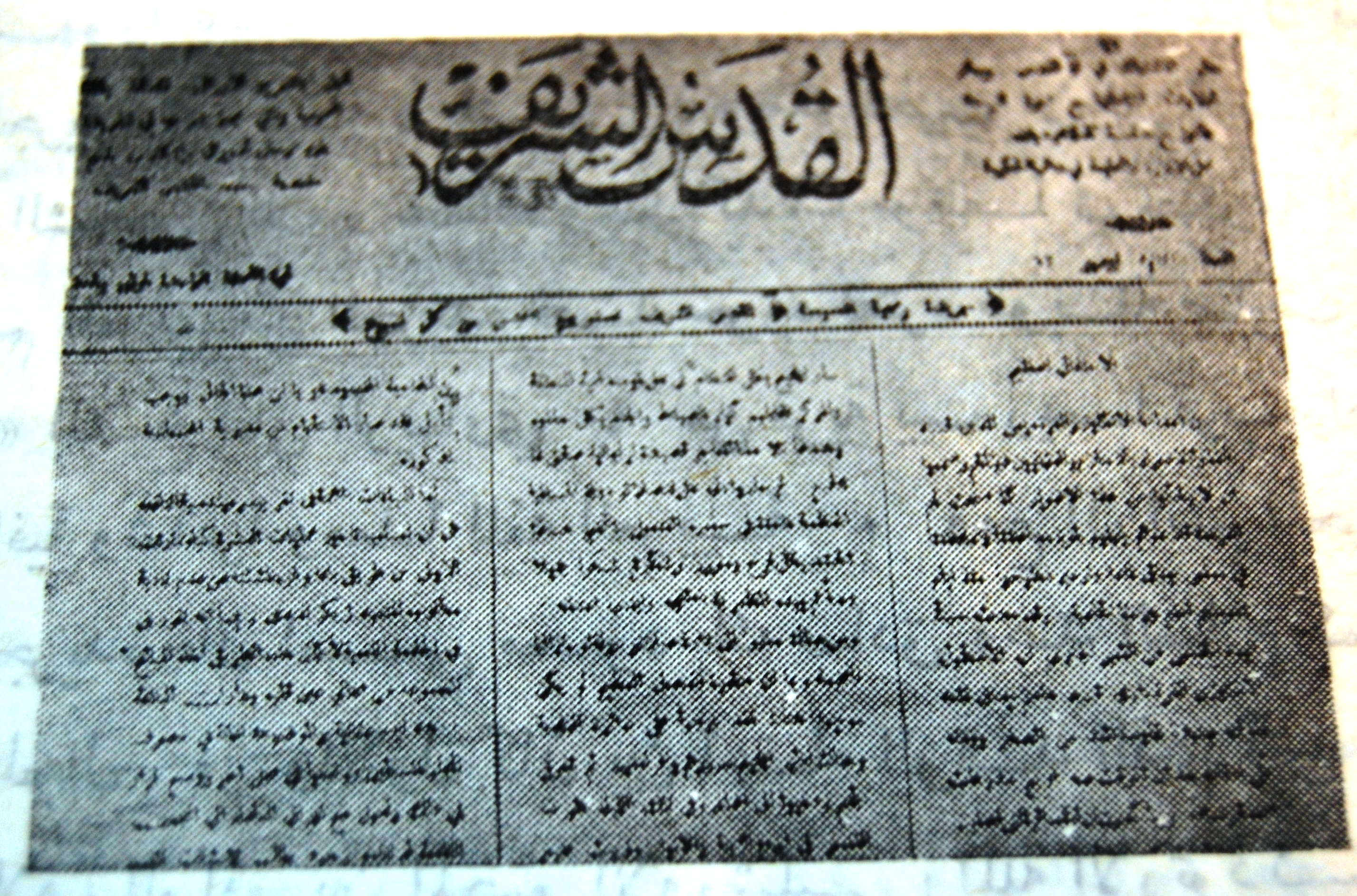
El primer periódico palestino fue un boletín llamado Al-Quds Al-Sharif (1867-1908), escrito en árabe y turco otomano.

Hay varios factores que explican la tardía aparición del periodismo árabe y palestino. Uno de los principales obstáculos fue la prohibición de la imprenta por parte del Imperio otomano desde su invención en el siglo XV hasta mediados del siglo XVIII, y la prohibición de su uso público hasta mediados del siglo XIX. En Palestina, la imprenta comenzó a ser utilizada por instituciones cristianas para producir textos religiosos, primero por la Iglesia Franciscana de Jerusalén en 1846, y seguida después por las Iglesias armenia y griega. En las provincias árabes del Imperio otomano, que gozaban de mayor o menor autonomía, aparecieron en 1873 en Beirut y en 1875 en El Cairo los primeros periódicos privados en árabe. En 1908, Egipto contaba con 627 publicaciones y una tirada de 100.000 ejemplares.
El único periódico publicado en Palestina fue una gaceta llamada Al-Quds Al-Sharif en 1876, escrita en árabe y turco otomano y editada por el jeque Ali Rimawi y 'Abd al-Salam Kamal respectivamente. Cerró poco después y reabrió en 1903. Las publicaciones periódicas árabes no reaparecieron en Palestina hasta después de la Revolución de los Jóvenes Turcos de 1908, que levantó la censura de prensa en el imperio. Ese año aparecieron unas quince publicaciones y otras veinte antes del inicio de la Primera Guerra Mundial en 1914. Casi otras 180 se publicaron durante el Mandato británico de Palestina (1920-1948). Sin embargo, lanzar periódicos era más fácil que mantenerlos, ya que la mayoría de estas publicaciones periódicas duraban poco tiempo, sobre todo teniendo en cuenta la competencia con publicaciones periódicas de gran calidad de Beirut y El Cairo, como el egipcio Al-Ahram (Las Pirámides).

### Período otomano (1908-1916)
Tres de los principales periódicos palestinos de la época anterior a la Primera Guerra Mundial fueron Al-Quds (Jerusalén), fundado por Jurji Habib Hanania en Jerusalén en septiembre de 1908; Al-Karmil (Carmelo por el Monte Carmelo) en Haifa por Najib Nassar en diciembre de 1908; y Falastin (Palestina) por los primos Issa El-Issa y Yousef El-Issa en Jaffa en enero de 1911. Estos tres periódicos expresaban las aspiraciones árabes y fueron publicados por cristianos palestinos, lo que muestra el temprano papel que desempeñaron en el nacionalismo árabe. En particular, Al-Karmil y Falastin se oponían al sionismo. Fue en este período inicial cuando la prensa utilizó cada vez más los términos «Palestina» y «palestinos».
|                     |
| Al-Quds (1908–1914) |

|                       |
| Al-Karmil (1908–1944) |

|                      |
| Falastin (1911–1967) |

Estos primeros periódicos árabes palestinos consideraban a los judíos otomanos como súbditos leales al imperio, pero condenaban el sionismo y empezaron a temerlo debido a las oleadas de inmigrantes judíos europeos a Palestina, que construyeron asentamientos basándose en la mano de obra judía y excluyendo a los árabes. Así, los editores árabes iniciaron una campaña de concienciación pública, advirtiendo de que, una vez cumplido el proyecto sionista, se perdería la mayoría árabe y sus tierras en Palestina. Un tema común en la prensa de este primer periodo es la crítica dirigida a los inmigrantes judíos europeos que no se integraron ni se molestaron en aprender árabe. Los editores árabes preferían llamar la atención del público en lugar de las autoridades otomanas, para que el público pudiera participar activamente en la prevención de la venta de tierras a los judíos, que provocaba el desalojo de los campesinos árabes, y su consiguiente pérdida de trabajo.

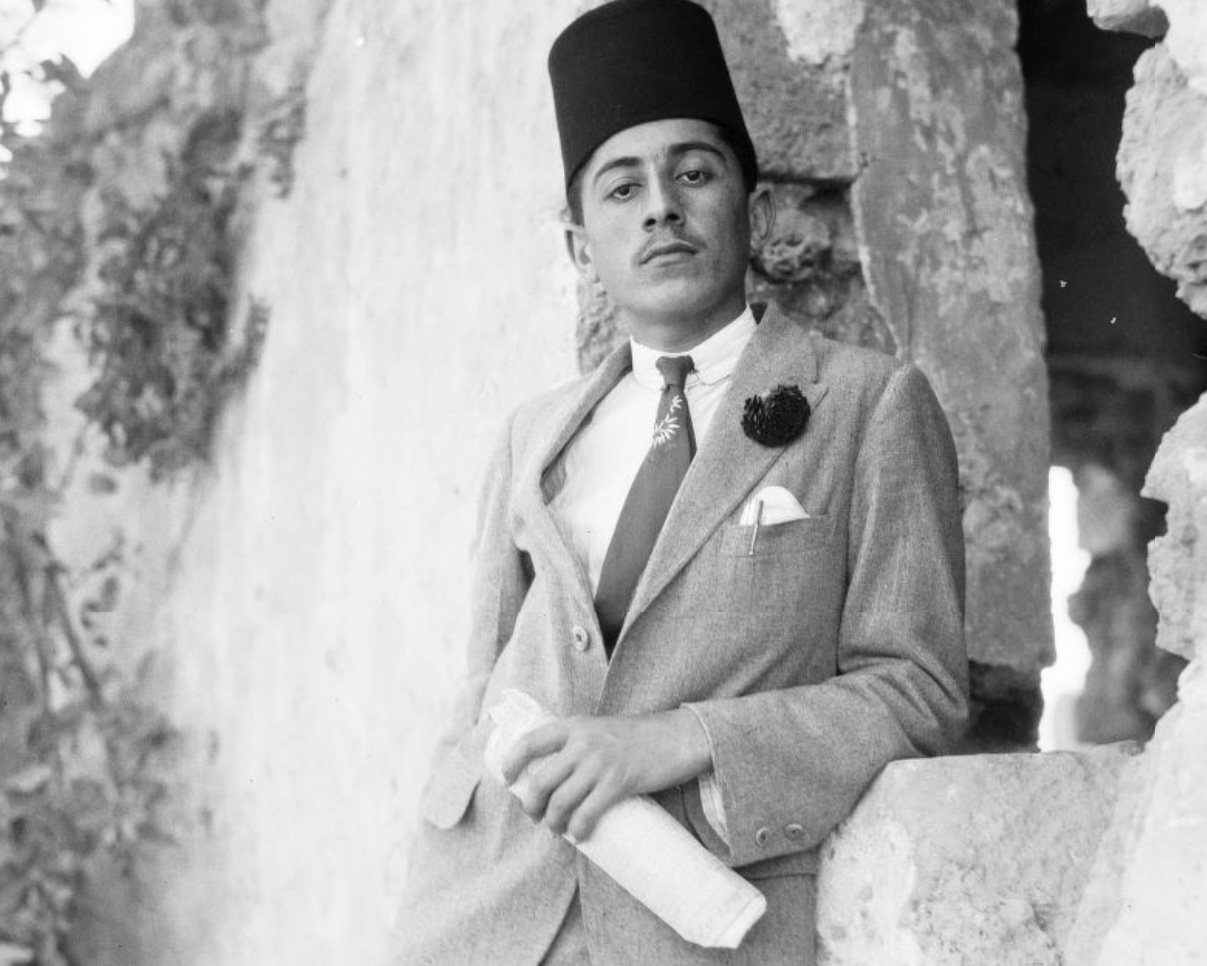
Hombre árabe palestino sosteniendo un periódico enrollado, 1921

El número de lectores de los periódicos en esta primera época era limitado, pero había ido aumentando. La tasa de alfabetización era relativamente baja, pero se crearon centros sociales, como bibliotecas, cafés y pensiones, donde los hombres leían en voz alta los artículos de los periódicos y participaban en debates políticos. En algunas fábricas se hacían «pausas para leer el periódico». También se registraron casos de periódicos que enviaban un ejemplar de su periódico a pueblos de los alrededores, concretamente a Falastin. Los artículos de Falastin y Al-Karmil se reimprimían a menudo en otros periódicos locales y nacionales de Beirut, Damasco y El Cairo.

### Período del Mandato (1917-1948)
La prensa palestina fue suprimida debido al estallido de la Primera Guerra Mundial en 1914, y sólo dos periódicos principales del período otomano fueron reabiertos durante el Mandato británico, Al-Karmil y Falastin. Durante el mandato, la prensa se diversificó más que en el periodo otomano y reflejó las diferentes facciones políticas y la conciencia nacional. Según una encuesta realizada a mediados de la década de 1930, en la Palestina del Mandato circulaban más de 250 periódicos árabes y 65 en otros idiomas. Los británicos habían adoptado la Ley de Prensa Otomana que ordenaba a los periódicos la concesión de licencias y la presentación de traducciones de sus trabajos a las autoridades; sin embargo, los británicos no interfirieron en la prensa hasta los disturbios palestinos de 1929 entre árabes y judíos. Los sucesos de ese año provocaron una radicalización de los periódicos árabes, y los británicos cambiaron su postura inicialmente tolerante por un enfoque más restrictivo.

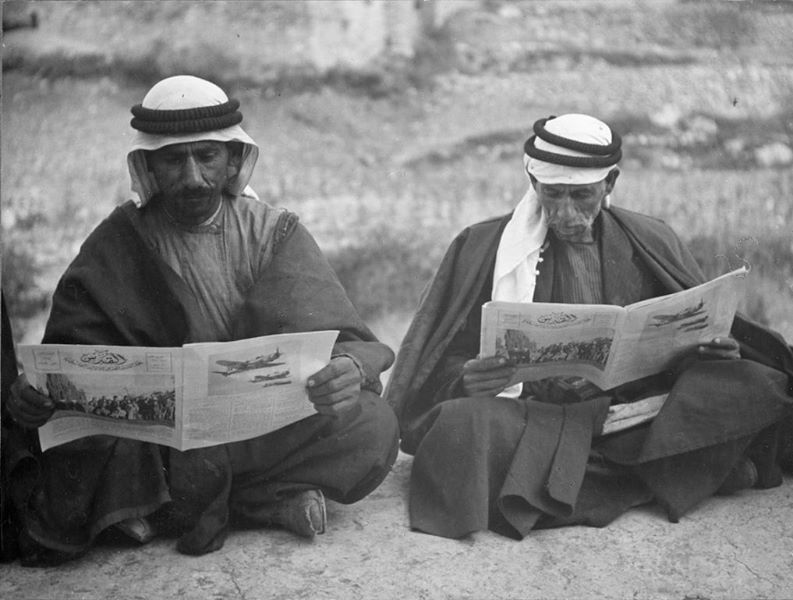
Hombres árabes palestinos leyendo la revista Huna Al-Quds, Jerusalén, Mandato británico de Palestina en 1940

La mayoría de estas publicaciones aparecían semanalmente y el número de ejemplares distribuidos aumentaba gradualmente. Mientras que la mayoría de los periódicos distribuían cientos de ejemplares cada uno durante el periodo otomano, esta cifra aumentó a 1.000-1.500 durante el periodo del Mandato en la década de 1920. Falastin, que era el periódico palestino más popular, vendía hacia finales de los años veinte unos 3.000 ejemplares por número. En Jerusalén, se crearon veinte periódicos, principalmente Mir'at al-Sharq (Espejo de Oriente), por Boulos Shehadeh, un cristiano palestino, en septiembre de 1919; y Al-Jami'a Al-'Arabiya (La Unión Árabe), que era la voz del Consejo Supremo Musulmán de Palestina, por Munif Husseini en diciembre de 1927. En Jaffa se crearon unos seis periódicos, además de Falastin, doce en Haifa y algunos otros en Belén, Gaza y Tulkarem.
Falastin fue el primer periódico palestino que logró establecerse como diario en octubre de 1929, un mes después de haber empezado a publicar una edición semanal en inglés. Y la creación de Al-Difa en abril de 1934 se consideró un acontecimiento importante en la historia del periodismo palestino durante el periodo del mandato, ya que consiguió atraer a periodistas profesionales de varios países árabes. Se desarrolló una rivalidad entre estos dos grandes diarios, Falastin y Al-Difa, que vieron mejorar su calidad. Al-Difa amplió sus lectores a las comunidades rurales y musulmanas, presentándose como un contrapeso al Falastin, de propiedad cristiana. Falastin, por su parte, pretendía demostrar que servía a toda la nación destacando que la gente sin estudios disfrutaba leyendo su periódico, en una crítica implícita a Al-Difa, que había llegado a depender de intelectuales con un estilo de escritura complejo. Muchos semanarios tuvieron dificultades para competir con estos dos diarios.
|                      |
| Falastin (1911–1967) |

|                      |
| Al-Difa' (1934–1971) |

En la década de 1930, se crearon en Jaffa dos periódicos francos: en 1932, Al-Jami'a Al-Islamiya (La Unión Islámica) y en 1934 Al-Difa' (La Defensa), que estaba asociado con Hizb Al-Istiqlal (El Partido de la Independencia). Al-Liwaa (El Estandarte) fue publicado en Jerusalén en 1934 por Jamal al-Husayni, que era el líder del Partido Árabe Palestino. Muchos de los directores y propietarios de periódicos eran también miembros de organizaciones políticas y utilizaban sus publicaciones para movilizar al público.

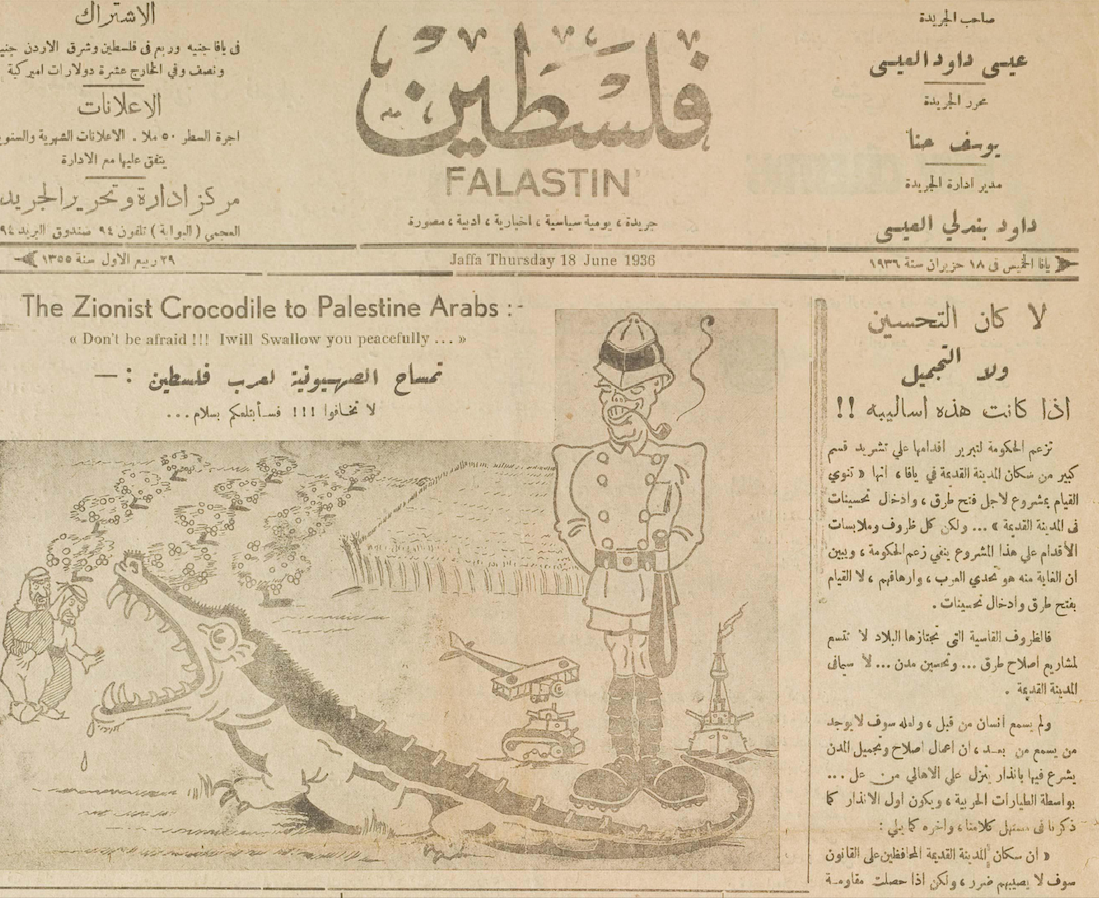
Caricatura publicada por el periódico Falastin durante la revuelta árabe de 1936-1939 en Palestina, que muestra al sionismo como un cocodrilo bajo la protección de un oficial británico, diciendo: «¡¡¡No tengáis miedo!!! Os tragaré pacíficamente...».

Las autoridades británicas promulgaron en 1933 una nueva Ley de Publicaciones y otras normas que les otorgaban autoridad para suspender periódicos y castigar a periodistas, lo que restringía la libertad de prensa. Como consecuencia, se intensificó el uso del estilo de escritura coloquial por parte de la prensa, especialmente durante la revuelta árabe de 1936-1939 en Palestina. Muchas publicaciones importantes fueron suspendidas durante largos periodos entre 1937 y 1938, entre ellas Falastin, Al-Difa y Al-Liwa. Tras el estallido de la Segunda Guerra Mundial se promulgaron leyes de emergencia y los británicos cerraron casi todos los periódicos, excepto Falastin y Al-Difa, debido a la publicación de noticias censuradas y a la adopción de posturas más moderadas.

### Período jordano (1948-1967)
La guerra de Palestina de 1948 obligó a Falastin y Al-Difa a trasladarse de Jaffa a Jerusalén Este, que junto con Cisjordania, fue anexionada por Jordania en 1950. En 1953 se fundó otro periódico llamado Al-Jihad en Jerusalén Este. Así, estos tres periódicos con sede en Jerusalén Este se convirtieron en la prensa jordana durante muchos años.
|                      |
| Falastin (1911–1967) |

|                      |
| Al-Difa' (1934–1971) |

|                      |
| Al-Jihad (1953–1967) |

En la década de 1950, se crearon varios periódicos afiliados a los partidos políticos que se estaban fundando en Jordania, entre ellos: Al-Raya (El Estandarte), afiliado a Hizb ut-Tahrir (Partido de la Liberación) en 1953, que se suspendió tras 13 números, y Al-Ba'th (El Renacimiento) afiliado al Partido Baaz Árabe Socialista Jordano, que duró de 1949 a 1954. Una ley anticomunista promulgada en 1953 prohibía las publicaciones de izquierda del Partido Comunista Jordano. Además, la frecuente propaganda antijordana de los periódicos egipcios en la década de 1950 llevó a su prohibición en Jordania.
A principios de 1967, el gobierno jordano de Wasfi el-Tell promulgó una nueva Ley de Prensa y Publicaciones que obligó a fusionar Al-Difa y Al-Yihad para crear Al-Quds, con sede en Jerusalén (no confundir con el periódico del mismo nombre de 1908-1914); y a fusionar Falastin y Al-Manar para crear Ad-Dustour (La Constitución), con sede en Amán. Ambos periódicos han seguido publicándose desde entonces. Ad-Dustour y Al-Difa' fueron suspendidos brevemente durante el Septiembre Negro de 1970 por publicar una declaración de la Organización para la Liberación de Palestina que culpaba al gobierno jordano del conflicto. Como consecuencia de los sucesos de Septiembre Negro y de los bajos salarios pagados a los periodistas, muchos profesionales de origen palestino se trasladaron a los países árabes del Golfo.

### Período actual (1967-presente)
Durante la Guerra de los Seis Días de 1967, Israel ocupó Cisjordania y la Franja de Gaza. Bajo la ocupación israelí, los periódicos palestinos cayeron bajo la censura militar israelí y sufrieron penurias económicas. Entre 1967 y 1987 se publicaron en los territorios 22 periódicos y 20 revistas, que daban prioridad a las cuestiones derivadas de la ocupación israelí sobre los temas culturales, sociales y artísticos. El estallido de la Primera Intifada contra la ocupación, en 1987, despertó el interés de los medios de comunicación internacionales durante largos periodos, lo que les llevó a contratar a aspirantes a periodistas palestinos. También empezaron a aparecer en Nazaret periódicos privados en árabe escritos por ciudadanos palestinos de Israel, como Al-Sinnarah (El Garfio) y Kul al-Arab (Todos los árabes), en 1983 y 1987 respectivamente.

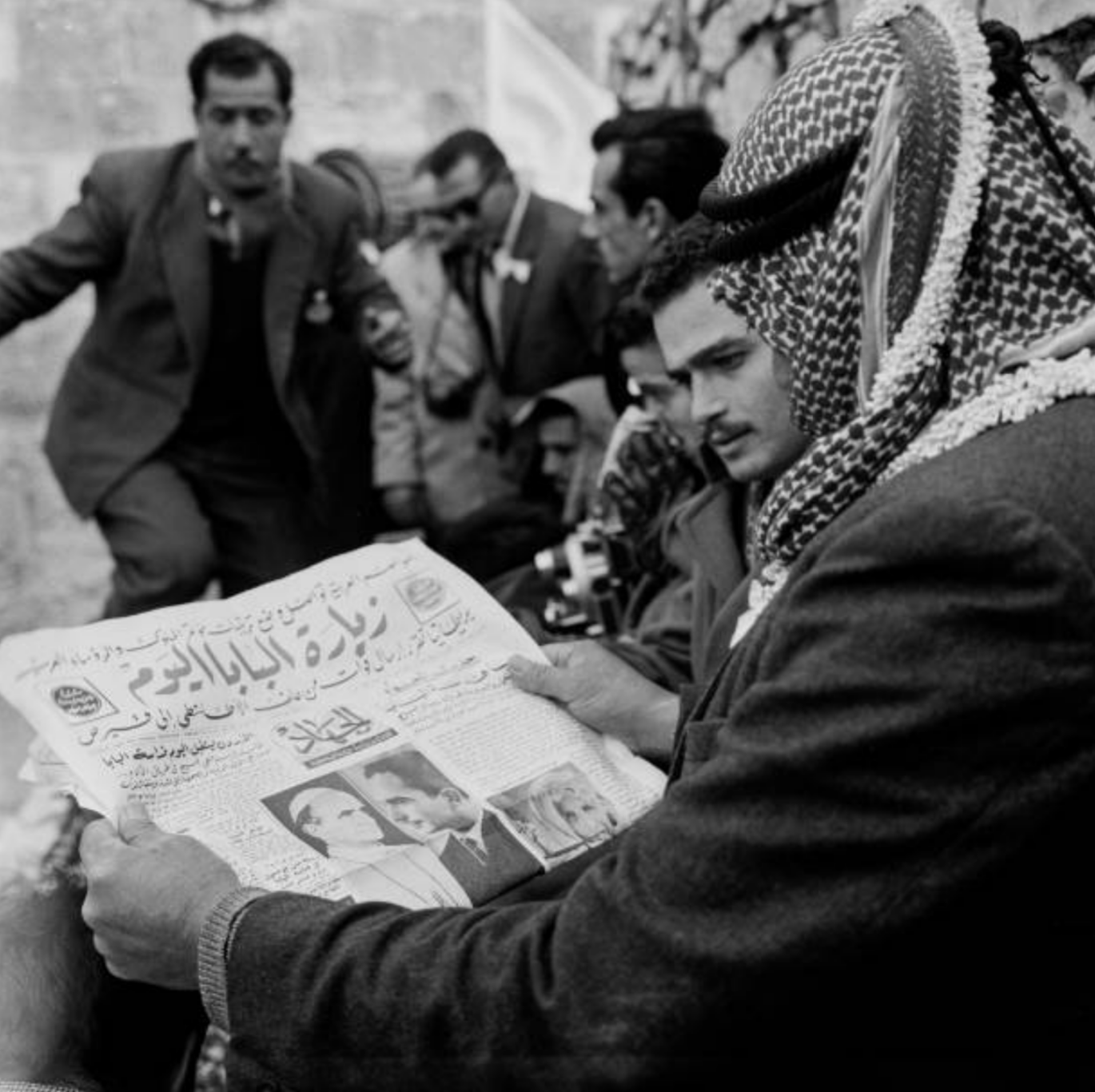
Soldado jordano leyendo el periódico Al-Jihad que informa sobre la visita del Papa Pablo VI a Jordania en Jerusalén Este, 1964

A raíz del proceso de paz de los Acuerdos de Oslo de 1993, ese año se creó la Autoridad Nacional Palestina, que puso fin a la censura militar israelí, cuando una Ley de Prensa Palestina sustituyó a la normativa militar israelí. Posteriormente, se crearon numerosos periódicos, como Al-Hayat Al-Jadida (La Nueva Vida) en 1994, con sede en Ramala, y Al-Ayyam (Los Días), en 1995. Los nuevos periódicos trataban temas como los derechos de la mujer, los crímenes de honor y las críticas a las costumbres sociales. El levantamiento de la censura militar israelí también permitió a los palestinos exigir cada vez más su derecho al retorno.
Al-Quds, Al-Hayat Al-Jadida y Al-Ayyam son los tres principales periódicos que circulan en los territorios palestinos. Aunque Al-Quds es de propiedad privada, sigue estando asociado a la Autoridad Nacional Palestina, y tanto Al-Ayyam como Al-Hayat Al-Jadida están plenamente afiliados. En la Franja de Gaza, controlada por Hamás, se publican dos periódicos, Felesteen (Palestina), fundado en 2006, y Al-Resalah (La Carta). Otros grupos como la Yihad Islámica Palestina publican su propio Al-Istiqlal (La Independencia), mientras que el Frente Democrático por la Liberación de Palestina publica Al-Masar (El Camino).
En 2021, circulaban en Palestina más de 50 periódicos impresos y en línea. El periodismo en Palestina sufre restricciones impuestas por la Ley de Delitos Cibernéticos de la Autoridad Palestina promulgada en 2017. 

#### Rehenes
El periodista palestino Abdallah Aljamal, miembro de Hamás quien escribió para Palestine Chronicle y para Al Jazeera, mantuvo por nueve meses en su casa a tres civiles israelíes rehenes de Hamás.  Murió en 2024 cuando el ejército israelí liberó a los rehenes que ocultaba en su casa.  Su más reciente reporte noticioso había sido publicado el día anterior a su fallecimiento.

### Archivos

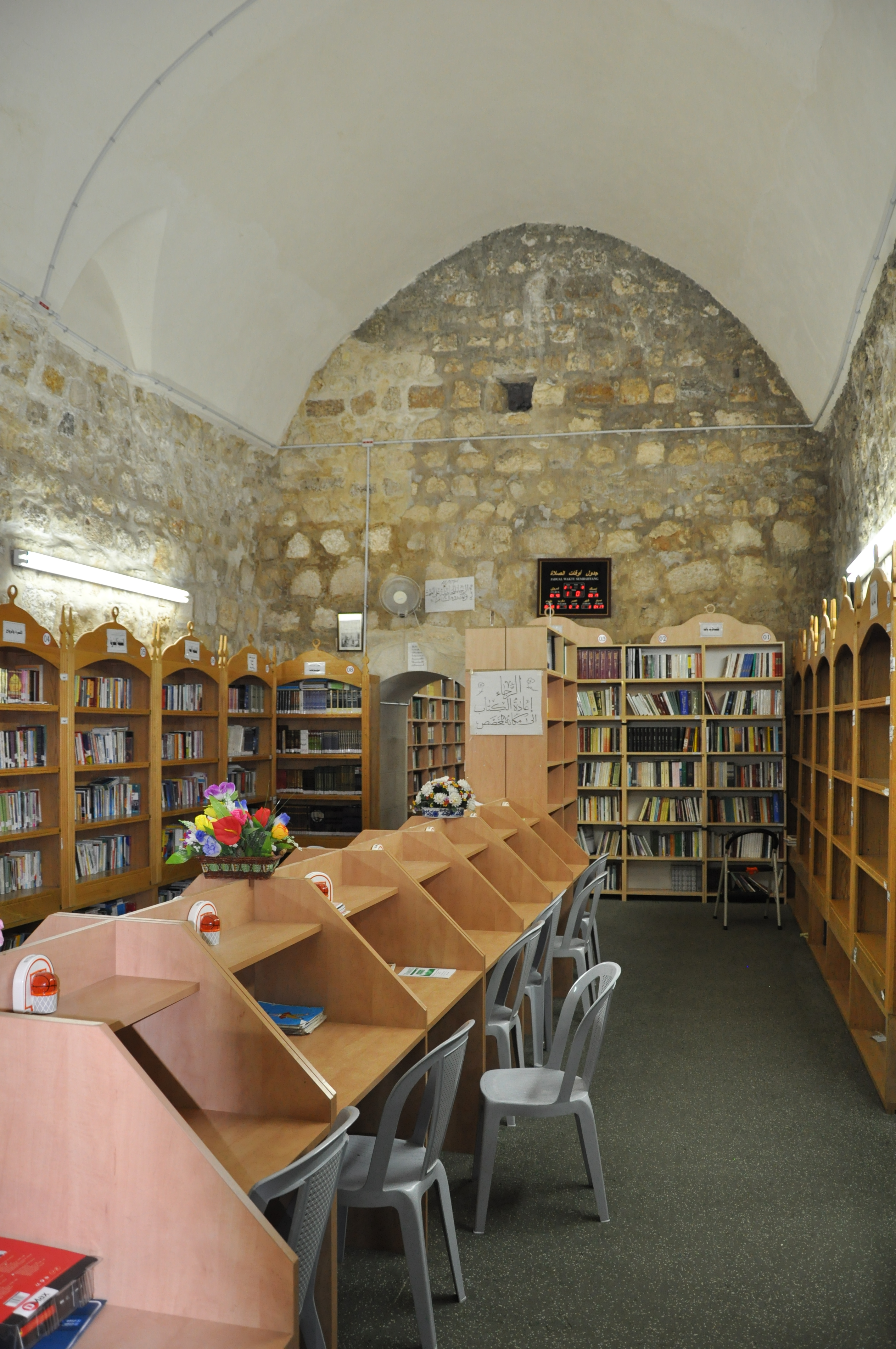
Interior de la Biblioteca al-Khutniyya, parte del sistema de Bibliotecas al-Aqsa

La Biblioteca Al-Aqsa, situada en la Ciudad vieja de Jerusalén Este, en Cisjordania ocupada por Israel, cuenta con más de setenta periódicos, revistas y diarios árabes publicados en Palestina, además de los editados en otros países árabes y por comunidades árabes de Europa y América del Sur y del Norte. En algunos casos, la biblioteca posee el único ejemplar disponible en la región. La colección Jarayed de periódicos árabes de las épocas otomana y británica de la Biblioteca Nacional de Israel está disponible en línea.

### Historiografía
El historiador palestino-estadounidense Rashid Khalidi escribió en su libro titulado The Hundred Years' War on Palestine (La guerra de los cien años en Palestina):
La prensa palestina es una ventana crucial para conocer la percepción que los palestinos tienen de sí mismos y de los acontecimientos de entreguerras. Dos periódicos, la publicación de Issa El-Issa en Jaffa, Falastin, y Al-Karmil, publicado en Haifa por Najib Nassar, fueron bastiones del nacionalismo palestino, y críticos con la entente sionista-británica y el peligro que suponía para la mayoría árabe en Palestina. Fueron uno de los faros más influyentes de la idea de identidad palestina.

## Periodismo digital y ciudadano
Los periódicos impresos se han visto desafiados por el auge del periodismo digital y ciudadano. El auge de Internet en la década de 1990 dio a los palestinos una nueva plataforma para compartir digitalmente su relato, que pensaban que estaba siendo ignorado por los principales medios de comunicación. En 1999, Ramzy Baroud, palestino-estadounidense, fundó el sitio web Palestine Chronicle. Un año más tarde, tras el estallido de la Segunda Intifada, Ali Abunimah, otro palestino-estadounidense, y otros fundaron el sitio web en inglés The Electronic Intifada, con sede en Chicago, dirigido al público occidental. En 2007 se creó la Agencia de Noticias Shehab y en 2013 la red de noticias Quds News Network, que ofrecen contenidos en árabe, y a veces en inglés, para un público joven y global en las redes sociales, atrayendo a millones de seguidores.
Jóvenes ciudadanos palestinos han estado filmando, creando y distribuyendo vídeos que muestran la violencia de los colonos israelíes, las violaciones militares israelíes y la realidad de vivir bajo la ocupación israelí. La organización de derechos humanos Human Rights Watch ha documentado una campaña de «censura sistemática» por parte de empresas de redes sociales como Meta Platforms, propietaria de Facebook e Instagram, que ha puesto en el punto de mira cuentas de activistas palestinos, incluidos periodistas, mediante prohibiciones y limitando el alcance de sus contenidos.
La actual guerra entre Israel y Gaza, que comenzó el 7 de octubre de 2023, provocó un fuerte aumento en el seguimiento de los periodistas palestinos radicados en la Franja de Gaza en las redes sociales, incluidos el fotoperiodista Motaz Azaiza y la periodista ciudadana Plestia Alaqad, cuyas cuentas, sobre todo en Instagram, han alcanzado millones de seguidores gracias a su documentación de la guerra, ya que muy pocos periodistas extranjeros podían entrar en la Franja.

## Periodismo televisivo

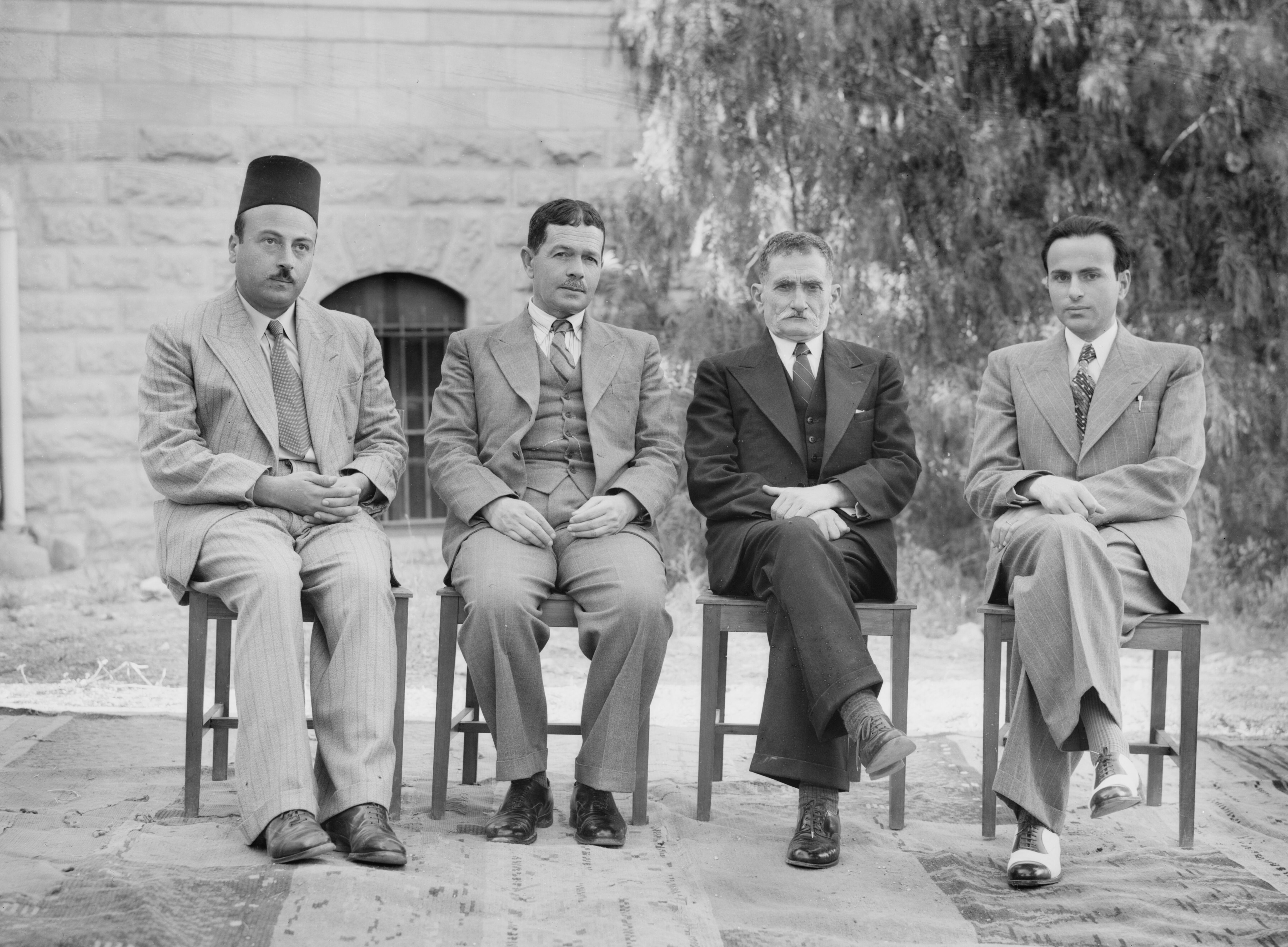
Personal árabe palestino en los estudios del Servicio de Radiodifusión de Palestina en Jerusalén, Mandato británico de Palestina en 1941

Las autoridades británicas crearon en 1936 la primera emisora de radio de la región, el Servicio de Radiodifusión de Palestina (PBS, por sus siglas en inglés), para competir con el politizado periodismo impreso. Los estudios de PBS estaban situados en Jerusalén, mientras que la torre y el transmisor se encontraban en Ramala. Emitía en árabe, inglés y hebreo. Los estudios de Jerusalén fueron tomados por las milicias sionistas durante la guerra de Palestina de 1948, mientras que la torre y el transmisor de Ramala fueron tomados por Jordania, que añadió un estudio y puso en marcha el Servicio de Radiodifusión Hachemita (HBS, por sus siglas en inglés) durante su administración de Cisjordania hasta 1967.
Después de que Israel ocupara Cisjordania y la Franja de Gaza en 1967, prohibió la radiodifusión en los territorios ocupados, que permanecieron sin televisión ni radio nacionales hasta la década de 1990. La firma de los Acuerdos de Oslo en 1993 permitió por primera vez a la entonces recién creada Autoridad Nacional Palestina acceder a diez frecuencias de FM, y condujo a la creación de la Corporación de Radiodifusión Palestina (PBC, por sus siglas en inglés) ese mismo año, incluida la emisora de radio Voz de Palestina de la PBC. La victoria de Hamás en las elecciones legislativas palestinas de 2006 llevó a la creación de Al-Aqsa TV y su emisora de radio Sawt Al-Aqsa.

## Seguridad de los periodistas

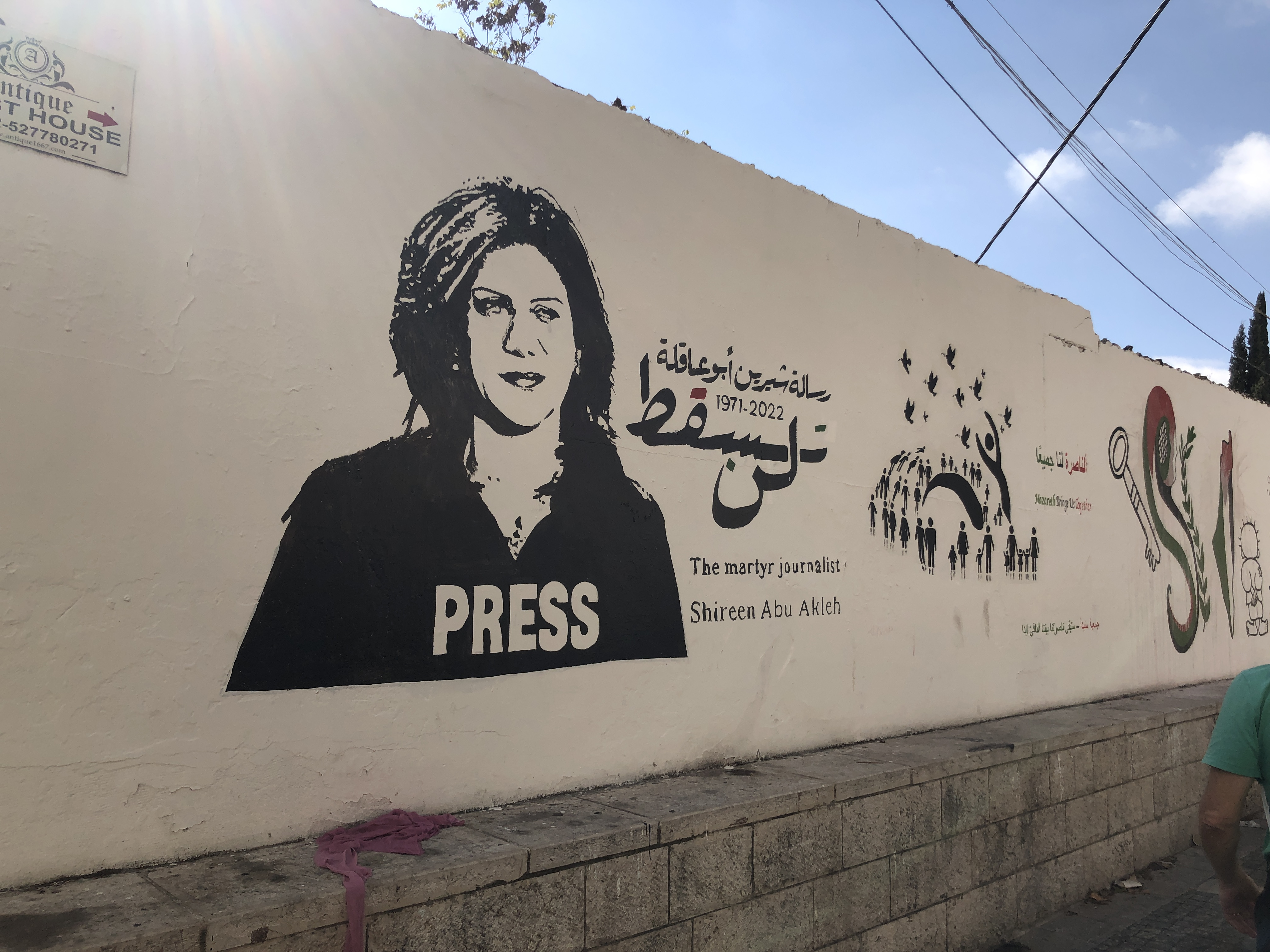
Graffiti de la reportera de Al Jazeera Shireen Abu Akleh en Nazaret, asesinada por el ejército israelí en 2022 y considerada un icono del periodismo palestino

El periodo de la Segunda Intifada, entre 2000 y 2005, expuso a los periodistas y camarógrafos palestinos a mayores riesgos, como cierres militares, confiscación de equipos, prohibición de informar sobre determinados incidentes y lugares, toques de queda y detenciones. El Comité para la Protección de los Periodistas documentó que nueve periodistas palestinos fueron asesinados por el ejército israelí entre 2000 y 2009, algunos de ellos descritos como ataques selectivos, que Israel niega. El asesinato de Shireen Abu Akleh, periodista palestino-estadounidense y reportera de Al Jazeera a manos del ejército israelí en 2022, recibió amplia cobertura en todo el mundo; se la considera un icono del periodismo palestino.
En 2023 se registró un número récord de detenciones de periodistas palestinos a manos del ejército israelí en Cisjordania, ocupada por Israel, donde los periodistas corren el riesgo de ser agredidos por las fuerzas del orden israelíes y palestinas y de sufrir ataques de colonos israelíes. Por su parte, la Franja de Gaza, bloqueada por Israel desde 2007, está considerada uno de los «lugares más peligrosos» para ejercer el periodismo, según el Comité para la Protección de los Periodistas. Desde el comienzo de la guerra entre Israel y Gaza, que estalló el 7 de octubre de 2023, muchas decenas de periodistas palestinos han sido asesinados por Israel. El 70% de los periodistas muertos en todo el mundo en 2023 han sido palestinos. Muchas de las muertes han sido causadas por ataques aéreos israelíes.